# Etobicoke
Etobicoke – najbardziej wysunięta na zachód dzielnica kanadyjskiego miasta Toronto, w prowincji Ontario, w Krainie Wielkich Jezior. Populacja 338 117 (2001). Osobne miasto między 1967 i 1998 rokiem.
W 1968 Etobicoke uzyskało prawa miejskie z połączenia starego portu Etobicoke, miast: New Toronto i Mimico oraz wsi Long Branch. Od 1998 wraz z innymi 5 miastami: Old Toronto, York, East York, North York i Scarborough tworzy tak zwane Megacity (City of Toronto).
Różnorodny przemysł, m.in. elektroniczny, gumowy. Ogród botaniczny James Gardens, Galeria sztuki Etobicoke Civic Centre Art Gallery. W pobliżu sportowo-rekreacyjny Centennial Park (m.in. trasy rowerowe).

## Religia
- Parafia Chrystusa Króla w Etobicoke
- Parafia św. Marka w Etobicoke
- Parafia św. Teresy od Dzieciątka Jezus w Etobicoke

## Linki zewnętrzne

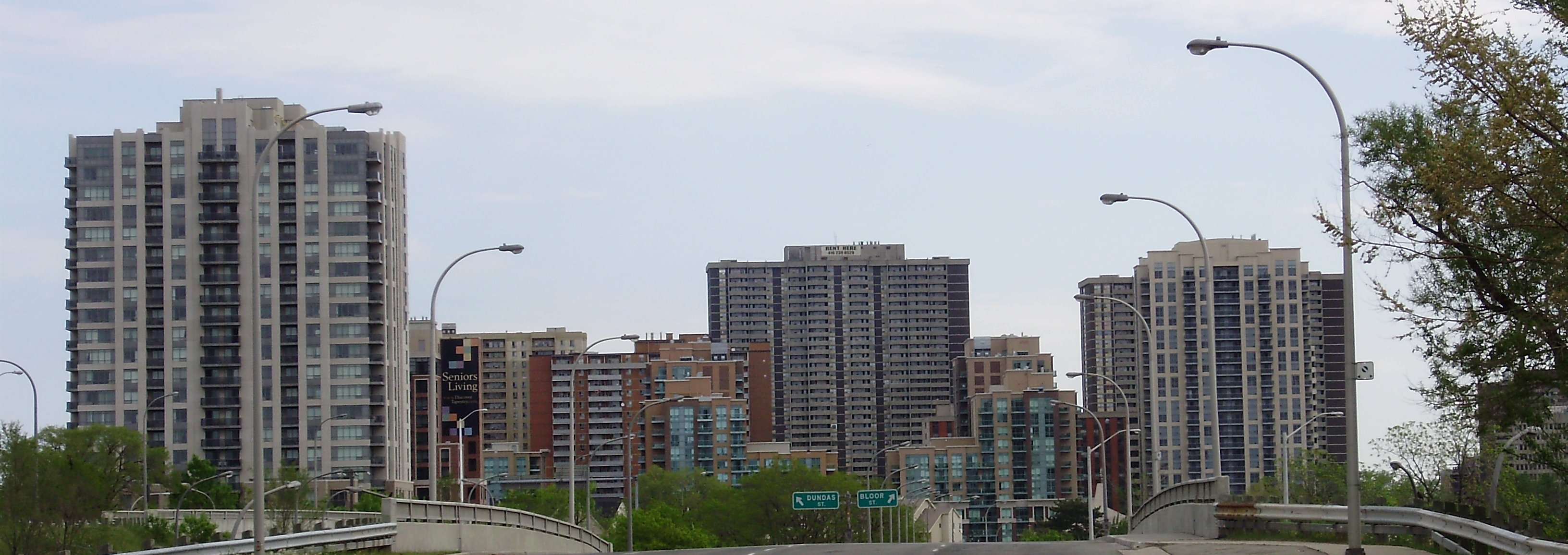
Centrum Etobicoke